# 杉原正顯
杉原 正顯（すぎはら まさあき、1954年12月22日 - 2019年1月5日）は、日本の数値解析学者。数値積分・数値線形代数などが研究領域。名古屋大学名誉教授、東京大学名誉教授。

## 略歴
1954年12月22日生まれ

### 学歴
- 1973年3月 岐阜県立岐阜高等学校卒業
- 1977年3月 東京大学工学部計数工学科卒業
- 1979年3月 東京大学大学院工学系研究科計数工学専攻修士課程修了
- 1982年3月 東京大学大学院工学系研究科計数工学専攻博士課程修了

### 職歴
- 1982年4月 東京大学工学部助手（計数工学科）
- 1982年7月 筑波大学助手（電子・情報工学系）
- 1987年1月 筑波大学講師（電子・情報工学系）
- 1987年4月 一橋大学経済学部講師
- 1988年4月 一橋大学経済学部助教授
- 1991年4月 東京大学工学部助教授（物理工学科）
- 1997年2月 名古屋大学工学部教授（応用物理学科）
- 2005年2月 東京大学大学院情報理工学系研究科教授（数理情報学専攻）
- 2013年4月 青山学院大学理工学部物理・数理学科教授
- 2014年12月 名古屋大学名誉教授
- 2015年6月 東京大学名誉教授
- 2019年1月5日 逝去

## 研究
博士課程在籍時は多次元積分に対する数値積分法について研究を行った。多次元積分の研究は優良格子点法へと進み「準モンテカルロ法に関する研究」と題する博士論文に纏められた。学位取得後は高橋秀俊と森正武が開発した二重指数関数型数値積分公式（DE公式）について研究を行った。その後はDE変換とSinc近似を組み合わせたDE-Sinc法を提案したほか、連立1次方程式の高速解法であるGBi-CGSTAB法 (共役勾配法の進化形) の開発を行った。

## 著書
- 線形方程式の反復解法、一般社団法人 日本計算工学会 編、藤野清次 著、阿部邦美 著、杉原正顯 著、丸善出版、2013年09月。
- 杉原正顯, 室田一雄, 線形計算の数理, 岩波書店, 2009年.
- 杉原正顯, 室田一雄, 数値計算法の数理, 岩波書店, 1994年. (精度保証付き数値計算、ニュートン＝カントロビッチの定理、数値積分などについて解説している)
- 森正武, 杉原正顯, 複素関数論, 岩波書店.

## 受賞
2014年日本応用数理学会業績賞 (二重指数関数型数値積分公式の創始と実用化に至る発展の先導に対して、森正武と共同で受賞)